# Имунизационен календар
Имунизационен календар е утвърдената хронологична схема за имунизация и реимунизация на отделните възрастови групи от населението.
Този документ регламентира възраст и ваксини. Новият имунизационен календар в България е в сила от 2005 година. Сред задължителните ваксини са тези против хепатит, туберкулоза, полиомиелит, дифтерия, тетанус и коклюш.